# Museum von San Casciano

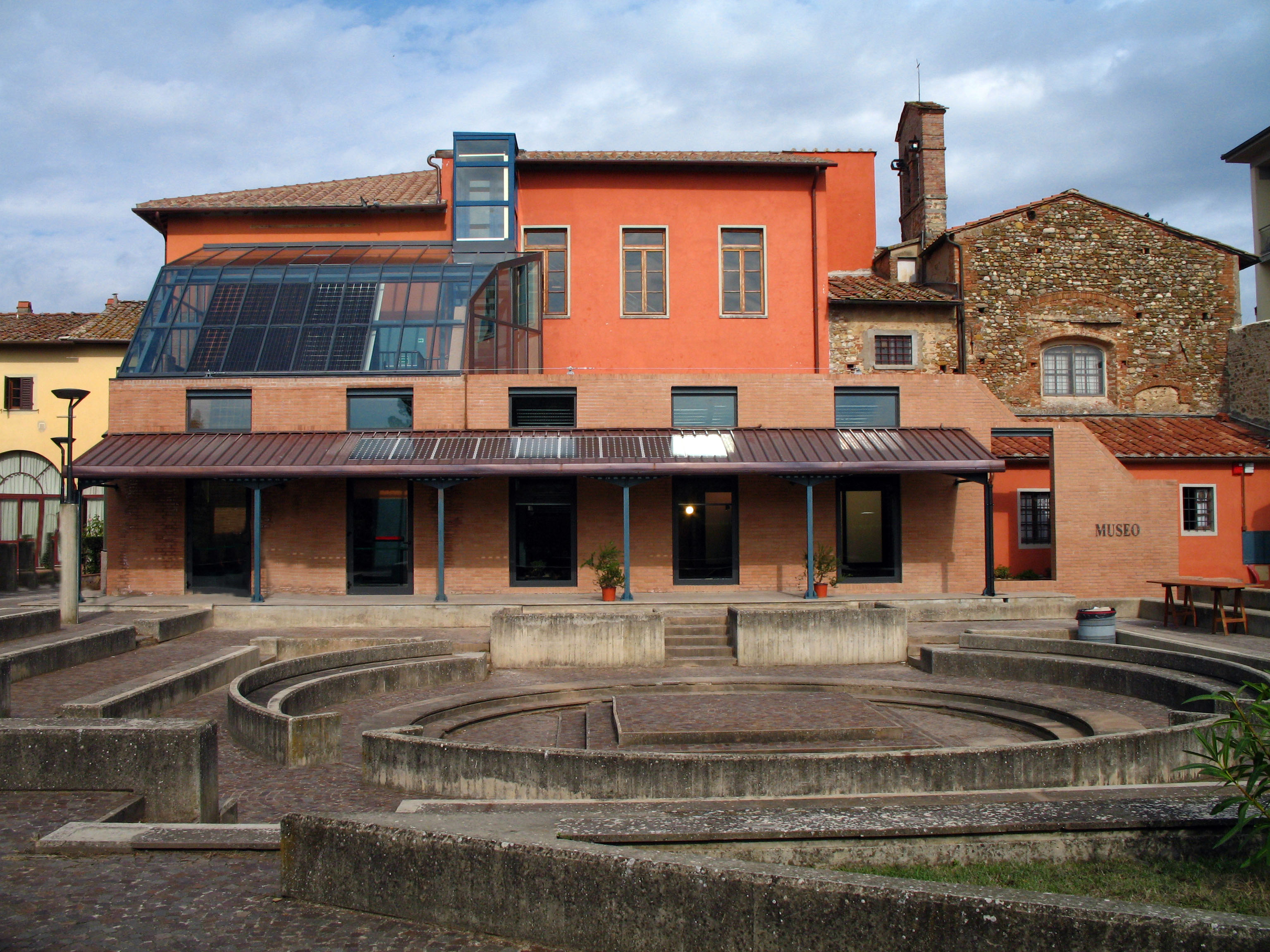
Museo di San Casciano (2008)

Das Museo di San Casciano befindet sich in der ehemaligen Kirche Santa Maria del Gesù in San Casciano in Val di Pesa in der Toskana, wenige Kilometer südlich von Florenz. Schwerpunkt ist die religiöse Kunst aus der Umgebung des Ortes. 
Das Museum wurde im September 2008 eröffnet. Neben Gemälden und Bildhauerarbeiten finden sich auch zahlreiche Paramente und archäologische Funde.

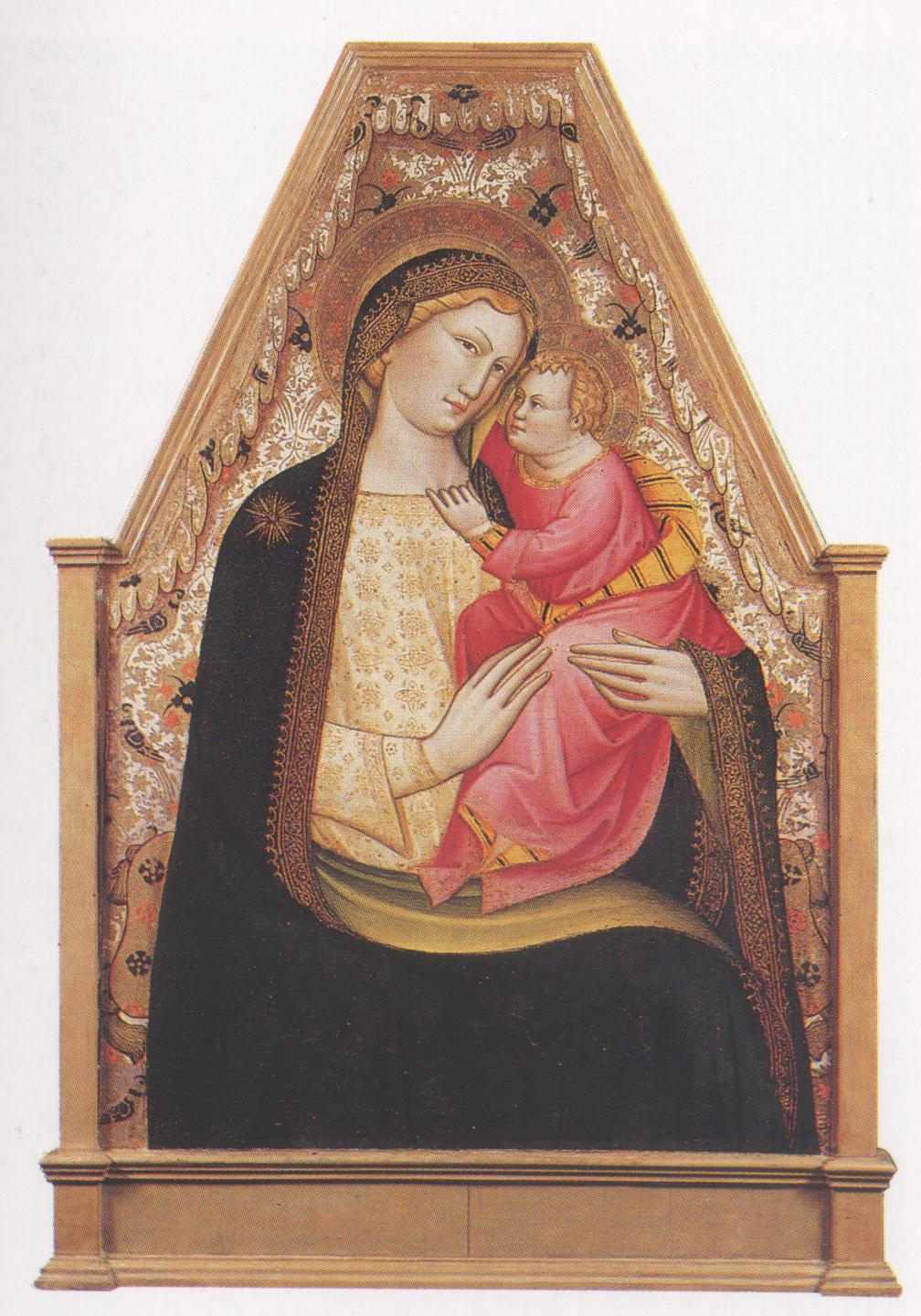
Cenni di Francesco, Madonna mit Kind
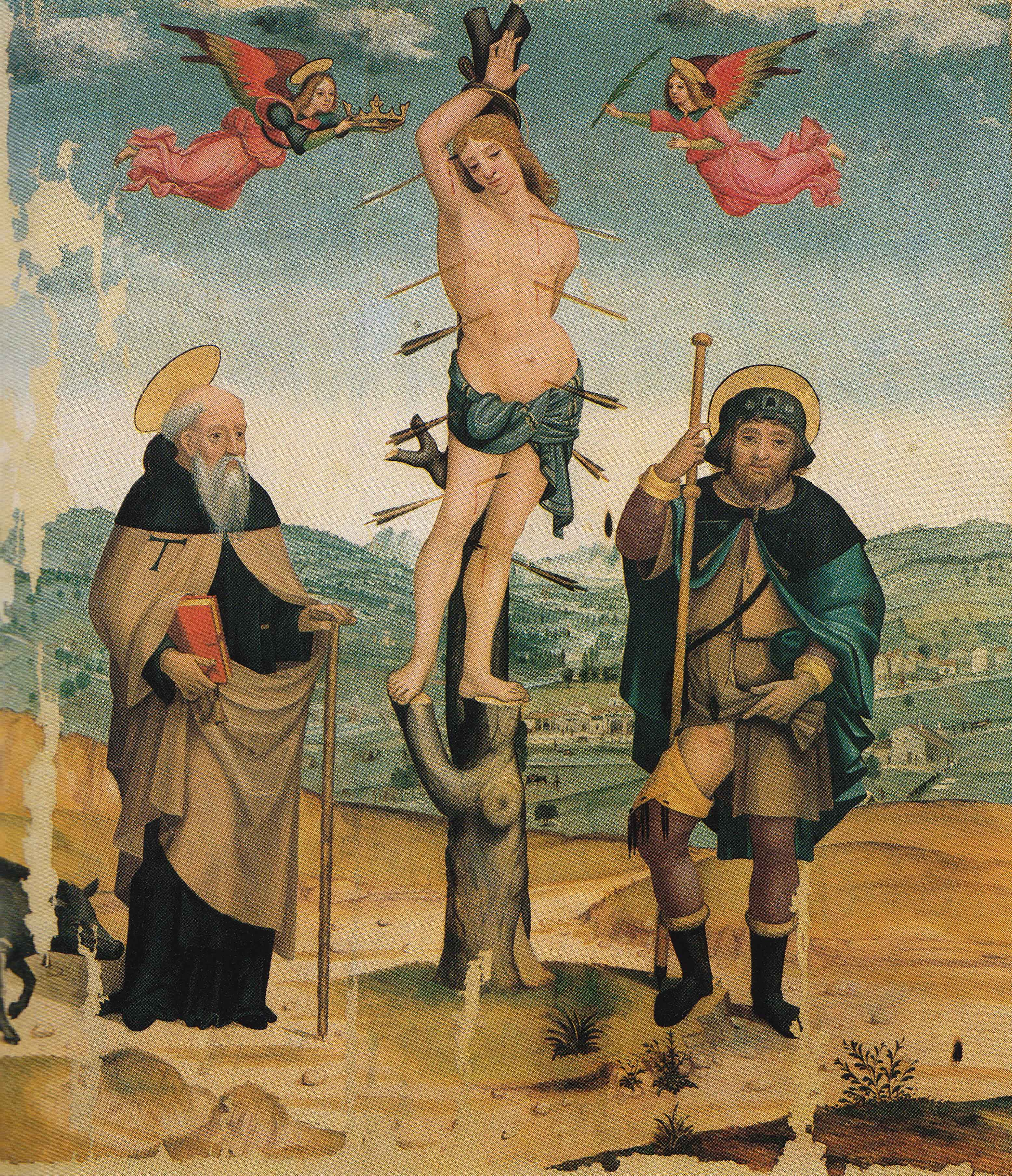
Maestro di Tavarnelle, Die Heiligen Antonius, Sebastian und Rochus mit zwei Engeln
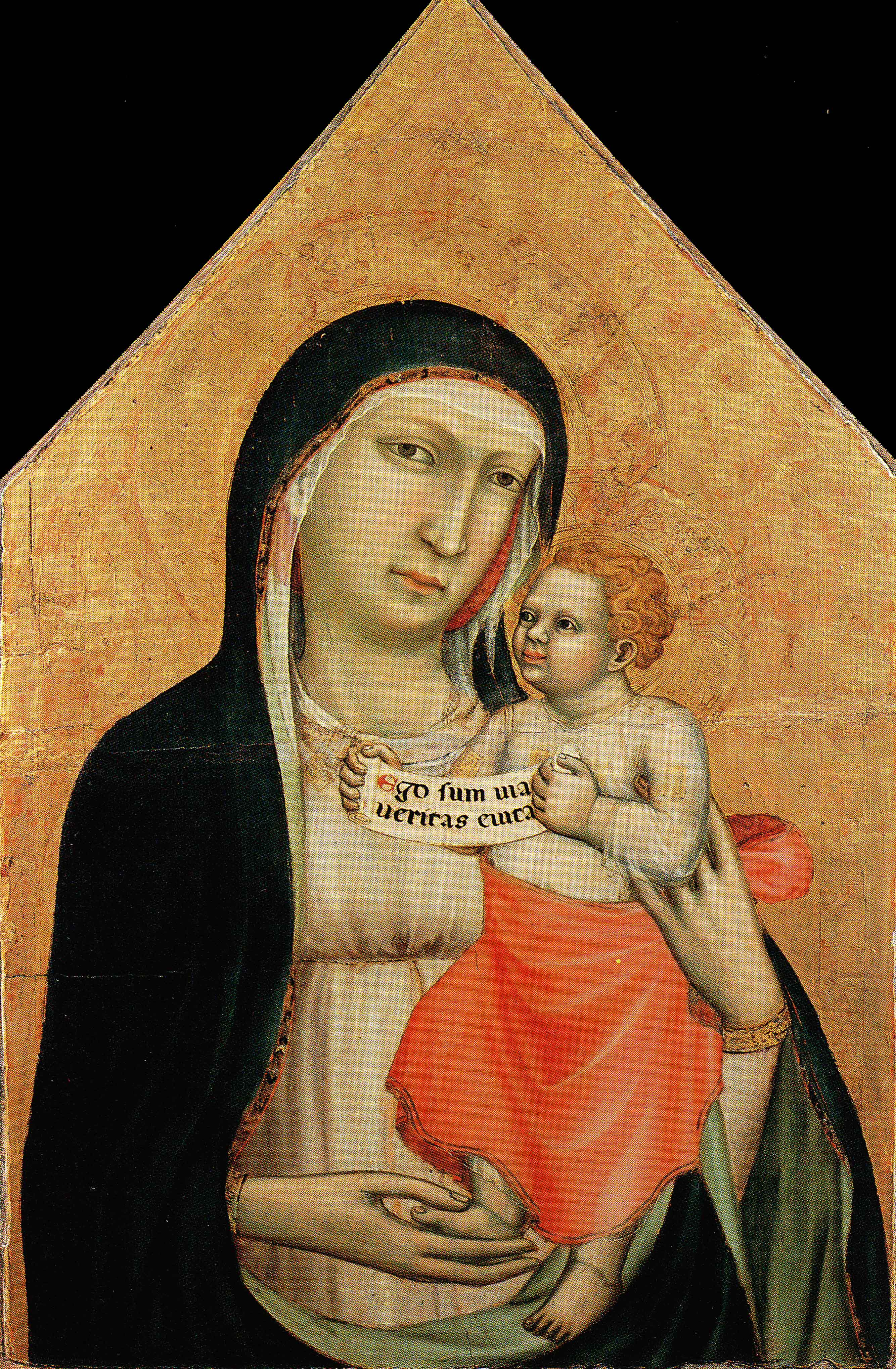
Lippo di Benivieni, Madonna mit Kind